# Long Hoa, Tây Ninh
Long Hoa là một phường thuộc tỉnh Tây Ninh, Việt Nam.

## Địa lý
Phường Long Hoa có vị trí địa lý:

96 đơn vị hành chính cấp xã của tỉnh Tây Ninh năm 2025

- Phía đông bắc giáp phường Ninh Thạnh.
- Phía đông nam giáp xã Thạnh Đức.
- Phía tây giáp phường Tân Ninh, phường Thanh Điền, phường Hòa Thành và xã Long Chữ.

Phường Long Hoa có diện tích tự nhiên là 55,99 km², quy mô dân số năm 2025 là 106.017 người.

## Lịch sử
Phường Long Hoa trước đây là thị trấn Hòa Thành, thị trấn huyện lỵ Hòa Thành, được thành lập vào năm 1979 trên cơ sở điều chỉnh một phần diện tích và dân số của xã Long Thành cũ, gồm các khóm: Long Hoa, Long Thúy và Long Vân.
Ngày 10 tháng 1 năm 2020, Ủy ban Thường vụ Quốc hội ban hành Nghị quyết số 865/NQ-UBTVQH14 (nghị quyết có hiệu lực từ ngày 1 tháng 2 năm 2020). Theo đó, thành lập phường Long Hoa thuộc thị xã Hòa Thành trên cơ sở toàn bộ 2,27 km² diện tích tự nhiên và 20.727 người của thị trấn Hòa Thành.
Trong đợt cải cách hành chính Việt Nam năm 2025, theo Nghị quyết số 1682/NQ–UBTVQH15, phường Long Thành Bắc và các xã Trường Hòa, Trường Tây, Trường Đông được sáp nhập vào phường Long Hoa.

## Hành chính
Phường Long Hoa được chia thành 24 khu phố: 1, 2, 3, 4, Long Đại, Long Hải, Long Mỹ, Long Tân, Long Thời, Năm Trại, Sân Cu, Trường An, Trường Ân, Trường Cửu, Trường Đức, Trường Giang, Trường Huệ, Trường Lộc, Trường Lưu, Trường Phú, Trường Phước, Trường Thiện, Trường Thọ, Trường Xuân. 

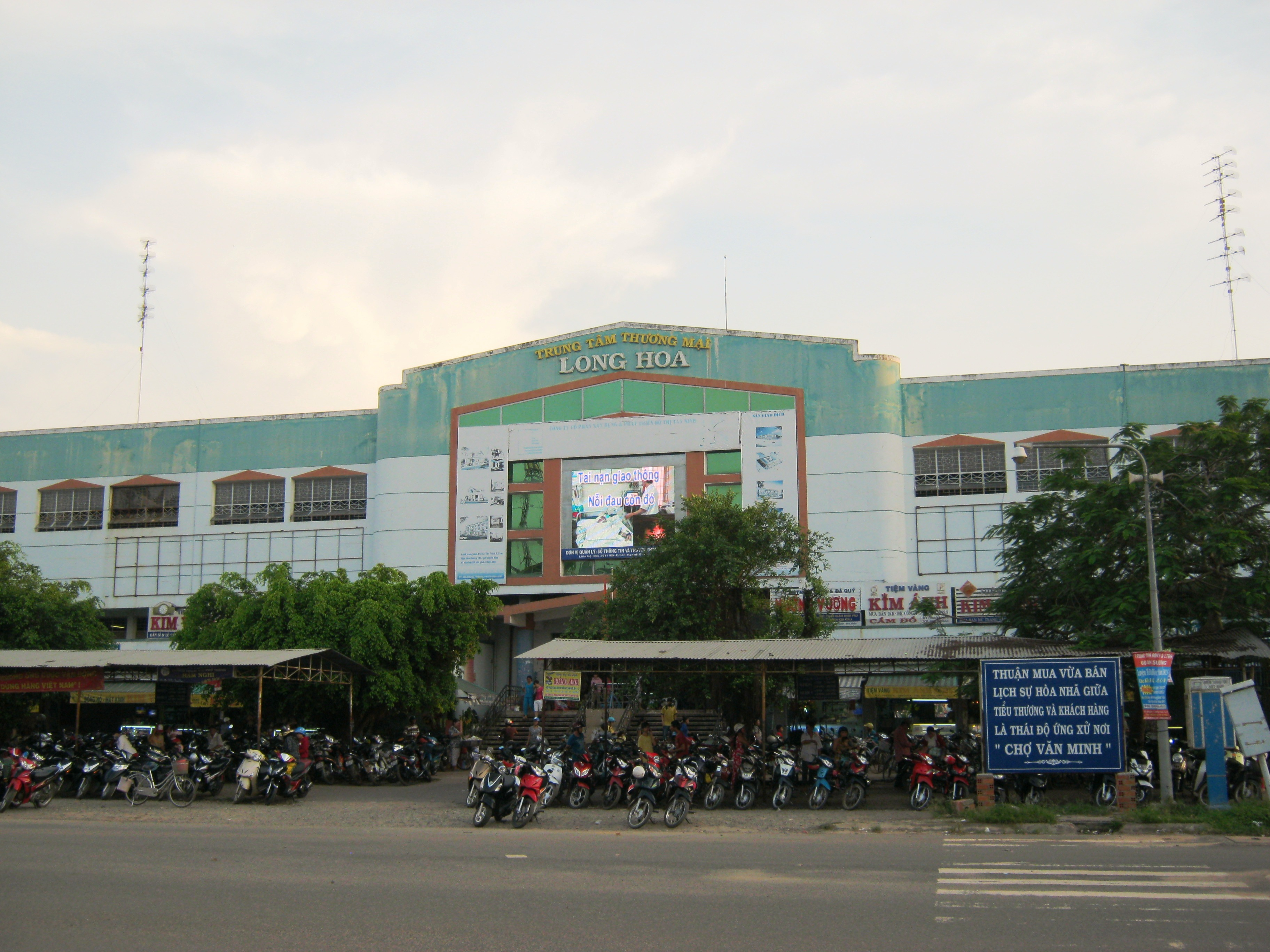
Chợ Long Hoa